# Valery Fadeyev

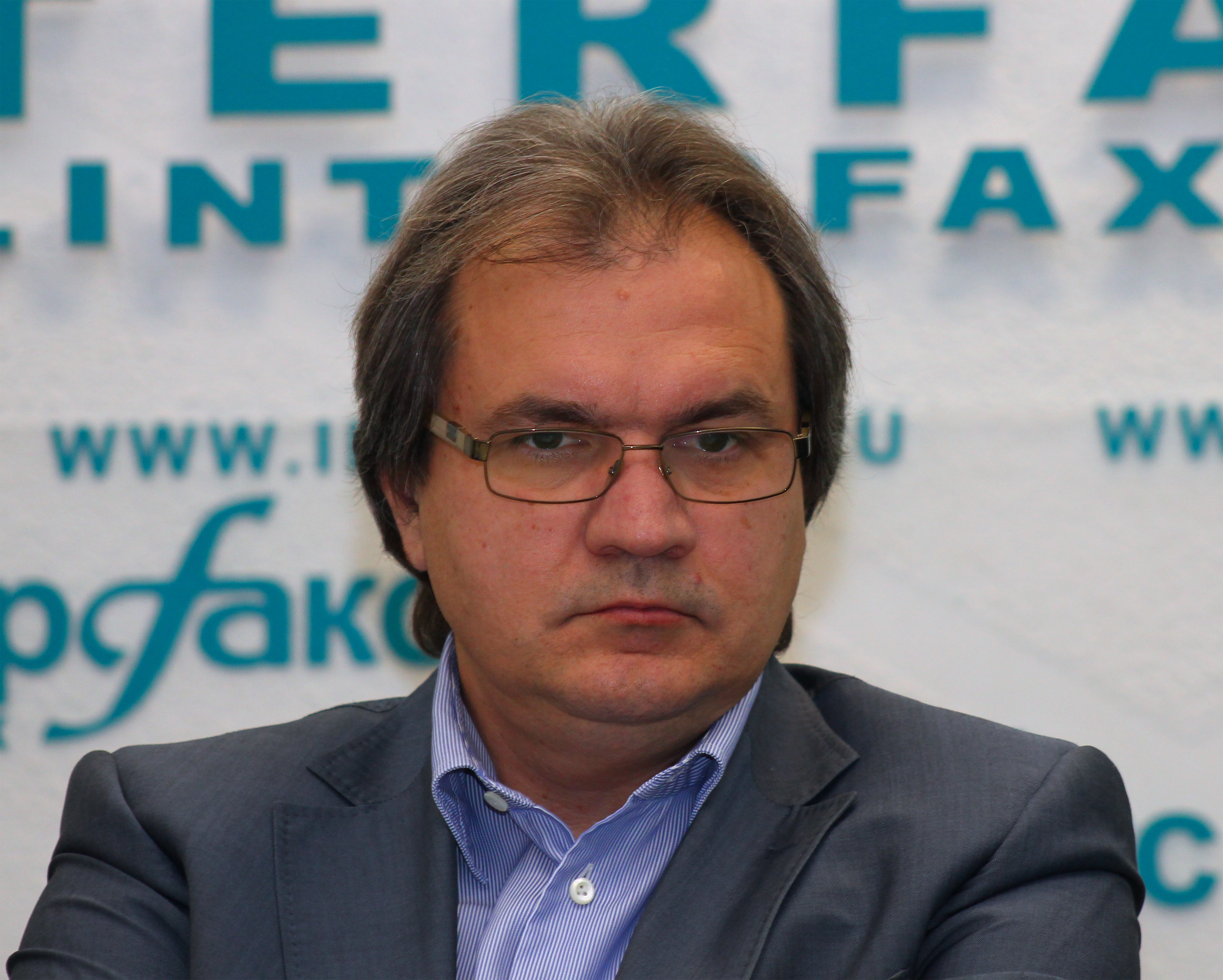
Valery Fadeyev, 2011

Valery Aleksandrovich Fadeyev (Tashkent, 10 de outubro de 1960) é um jornalista russo e figura pública. É editor da revista Expert e diretor do Instituto de Planejamento Público, membro da Câmara Cívica da Federação Russa, membro do concelho supremo do partido Rússia Unida, membro do Conselho de curadores da Fundação Volnoe Delo.
Desde 2016, apresenta o Vremya, o principal noticiário noturno da Rússia, transmitido no Piervy Kanal.